# Disco samba
Disco samba è un celebre medley uscito nel 1978 del trio belga Two Man Sound, spesso associato alla festa di Capodanno e al Carnevale.

## Canzone
La composizione è tratta da una serie di brani popolari che ricordano le sonorità tipiche del Sudamerica, in particolar modo del Brasile: 
| Testo | Brano                                                                           |
| --- | ------------------------------------------------------------------------------- |
| (strumentale) | Intro di Lou Deprijck (1978)                                                    |
| Pe-pe-pe, pe-pe-pe, pe-pe-pe-pe-peeee | Taj Mahal di Jorge Ben Jor (1972)                                               |
| Upa, neguinho na estrada Upa pra lá pra cá Virge, que coisa mais linda! Upa, neguinho, começando a andar Começando a andar, começando a andar | Upa, Neguinho di Edu Lobo (1966)                                                |
| Zazueira, zazueira | Zazueira di Jorge Ben Jor (1968)                                                |
| A, E, I, O, U, Ypsilone | Pegue na Cartilha (A-E-I-O-U-Y) di Bahiano (1923)                               |
| Fio Maravilha, nós gostamos de você Fio Maravilha, faz mais um pra gente ver                                                                  | Fio Maravilha di Jorge Ben Jor (1972)                                           |
| Brigitte Bardot, Bardot Brigitte, beijou, beijou Na tela do cinema, todo mundo se afogou                                                      | Brigitte Bardot di Jorge Veiga e Miguel Gustavo (1961)                          |
| Ay, ay, Caramba | Caramba... Galileu da Galiléia di Jorge Ben Jor (1972)                          |
| Moro num país tropical, abençoado por Deus E bonito por natureza, mas que beleza!                                                             | País Tropical di Jorge Ben Jor (1969)                                           |
| Sou fla-fla, ela é mê-mê Sou fla-fla, aê-ê-ê                                                                                                  | So Fla-Fla di Lou Deprijck (1977)                                               |
| Brasil, laralalará ra la (eu sou brasileiro) Laralalará ra lá, Laralalará ra lá, Brasil, Brasil                                               | Aquarela do Brasil di Ary Barroso (1939)                                        |
| Você abusou Tirou partido de mim, abusou | Você Abusou di Antônio Carlos e Jocáfi (1971)                                   |
| Nega, nega, nega De Obalu-ayê | Nega de Obaluaê di Wando (1975)                                                 |
| Lara la ra, larara la la ra Quero de novo cantar                                                                                              | Tristeza di Niltinho e Haroldo Lobo (1966)                                      |
| Eh! Meu amigo Charlie (se você quiser) Eh! Meu amigo Charlie Brown Charlie Brown, Charlie Brown                                               | Charlie Brown di Benito di Paula (1974)                                         |
| Olê-lê, olá-lá, pega no ganzê, pega no ganzá                                                                                                  | Festa Para Um Rei Negro di Zuzuca (1971)                                        |
| Mariana, Mariana Que saudade daquela linda baiana                                                                                             | Mariana di Paulo Brasão (1976)                                                  |
| Oh Mariá, aiô, obá, obá, obá | Mas que nada di Jorge Ben Jor (1963)                                            |
| Por isso agora, deixe estar, deixe estar que eu vou entregar você                                                                             | Desacato di Antonio Carlos & Jocafi (1971)                                      |
| Olê, olá, o Flamengo tá botando pra quebrar                                                                                                   | Copacabana di Penny Els (1972)                                                  |
| Bahia, na nara nara Você vai Zum zum zum zum zum Capoeira mata um                                                                             | Bahia de todos os deuses di Elza Soares (1969) Ritmocada di Lou Deprijck (1977) |
| Eh! Meu amigo Charlie Eh! Meu amigo Charlie Brown Charlie Brown                                                                               | Charlie Brown di Benito di Paula (1974)                                         |